# Pentace corneri
Pentace corneri är en malvaväxtart som beskrevs av André Joseph Guillaume Henri Kostermans. Pentace corneri ingår i släktet Pentace och familjen malvaväxter. Inga underarter finns listade i Catalogue of Life.